# Tilda Swinton
Katherine Matilda Swinton (Londres, Inglaterra, 5 de noviembre de 1960), conocida como Tilda Swinton, es una actriz y modelo británica. Mundialmente conocida tanto por su trabajo en el cine independiente y de autor como en películas de éxito comercial, es ampliamente reconocida por su capacidad multifacética. Ha trabajado con los directores más importantes del mundo y en ocasiones ha interpretado varios personajes dentro de una misma película. 
Por su trabajo, ha ganado un premio Óscar, un premio BAFTA, dos Premio Saturn, la Copa Volpi a la mejor actriz en el Festival de Venecia, el Premio del Cine Europeo, además de numerosas nominaciones a los Globo de Oro. En 2018 recibió el Gran Premio Honorífico en el Festival de Cine de Sitges y en 2020 el León de Oro a la trayectoria en el Festival Internacional de Cine de Venecia. En 2025 recibió Oso de Oro de Honor en la Berlinale, Festival Internacional de Cine de Berlín.    
Algunos de sus trabajos más conocidos son Solo los amantes sobreviven, Constantine, Orlando, La playa, Las crónicas de Narnia, Michael Clayton, El curioso caso de Benjamin Button, Tenemos que hablar de Kevin, El Gran Hotel Budapest, Doctor Strange, Avengers: Endgame, Suspiria, La habitación de al lado, entre otros. 

## Infancia
Tilda Swinton nació en Londres, Inglaterra. Su padre fue el mayor general del ejército británico Sir John Swinton -KCVO, OBE, DL-, quien fue lugarteniente de Berwickshire, Escocia, entre 1989 y 2000. Su madre fue Judith Balfour, Lady Swinton, quien era australiana. Su bisabuelo paterno era el político escocés George Swinton y su tatarabuelo materno fue el botánico escocés John Hutton Balfour. La familia Swinton es de ascendencia anglo-escocesa, cuya línea genealógica se originó en la Alta Edad Media.
Swinton estudió en tres escuelas privadas y exclusivas: Queen's Gate School, en Londres, West Heath Girls' School (un internado muy caro donde fue compañera y amiga de Diana Spencer, futura princesa de Gales) y el Fettes College por un breve periodo de tiempo. En 1983 se graduó del Murray Edwards College de la Universidad de Cambridge, con un título en Ciencias Políticas y Sociales. Durante su estadía en la universidad, asistía frecuentemente al Partido Comunista de Gran Bretaña, aunque más tarde se afilió al Partido Socialista Escocés. Fue también en la universidad donde Swinton empezó a actuar en los escenarios.

## Carrera
Trabajó en el Traverse Theatre en Edimburgo y en la Royal Shakespeare Company antes de comenzar su carrera en cine a mediados de la década de 1980.

### Actriz de culto
Sus primeros pasos en el mundo del cine incluyen varios papeles para el director Derek Jarman, así como el papel protagonista de Orlando, la versión cinematográfica de Sally Potter a partir de la novela de Virginia Woolf.
Swinton se hizo popular por un corto período en 1995, cuando apareció como una exposición viviente en la Serpentine Gallery de Londres. Estuvo expuesta al público durante una semana, dormida o aparentemente dormida, en una caja de cristal, como parte de una de las obras de la artista Cornelia Parker. Al año siguiente, este montaje, titulado The Maybe, fue repetido en una galería de Roma. También apareció en el vídeo musical The Box de Orbital.
En 1998 participó en el filme biográfico sobre el pintor Francis Bacon Love is the Devil, protagonizado por Derek Jacobi y Daniel Craig.

### Películas taquilleras
Posteriormente su carrera se ha enfocado más hacia proyectos de mayores audiencias, incluyendo el papel protagonista de The Deep End (2001). Apareció en Constantine (protagonizada por Keanu Reeves) en el papel del Arcángel Gabriel, y como actriz secundaria en películas como Vanilla Sky con Tom Cruise, La playa, con Leonardo DiCaprio y en el papel de Ancestral en las películas del Universo cinematográfico de Marvel, Doctor Strange y Avengers: Endgame.
Swinton también ha participado en las películas británicas The Statement (2003) y Young Adam (2004) junto a Ewan McGregor, y ha participado como miembro del jurado en el Festival de Cannes de 2004.

### En la saga de Narnia
En 2005 participó en The Chronicles of Narnia: The Lion, the Witch and the Wardrobe, interpretando el papel de la Bruja Blanca. En 2008 volvió a participar en la saga narniana para la nueva entrega Las crónicas de Narnia: el príncipe Caspian, nuevamente en el papel de la Bruja Blanca, en una pequeña y emocionante escena llena de magia, repitiendo cameo más adelante en 2010 en la sucesiva entrega de la serie Las crónicas de Narnia: la travesía del Viajero del Alba donde su personaje "regresa" a modo de ensueño, como representación de la tentación del mal.
Sus trabajos de esta época incluyen la adaptación cinematográfica de Thumbsucker de Mike Mills y El hombre de Londres (The man from London, 2007) del director de cine húngaro Béla Tarr.

### Premio Oscar

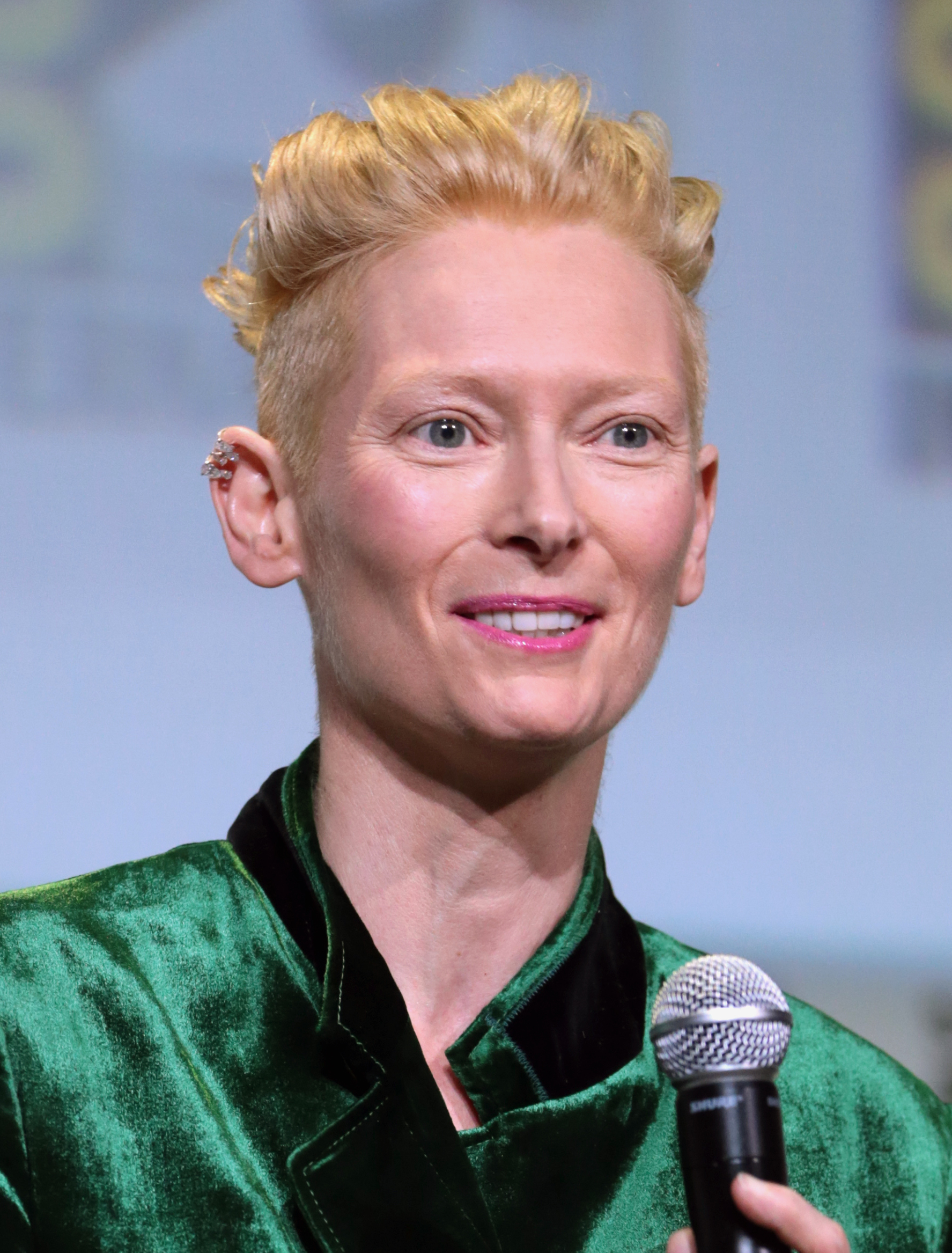
Tilda Swinton hablando en la Comic-Con Internacional de San Diego de 2016 en San Diego, California.

Ganó en el año 2008 el Premio Óscar a la Mejor Actriz Secundaria por su papel en Michael Clayton, donde encarnaba a una abogada implacable. Su presencia en el cine de Hollywood ha proseguido con Burn After Reading y El curioso caso de Benjamin Button; en ambas trabajó con Brad Pitt y por la última fue nombrada Mejor actriz británica de reparto.
En 2011 protagonizó el filme titulado We Need to Talk About Kevin, de la directora escocesa Lynne Ramsay.
En enero de 2013 apareció junto a David Bowie en el video promocional de la canción "The Stars (Are Out Tonight)", de su nuevo disco The Next Day.

## Vida privada
Swinton tuvo hijos mellizos (nacidos el 6 de octubre de 1997), Honor y Xavier, con su entonces pareja, John Byrne, un dramaturgo y artista escocés diez años mayor que ella. Actualmente vive en el norte de Escocia, con sus dos hijos y su actual pareja desde 2004, Sandro Kopp, un pintor alemán.
Como adulta, Swinton ha hablado en contra de los internados, dadas sus negativas experiencias personales en ellos. En una entrevista a finales de noviembre de 2016, dijo que West Heath era "un entorno muy solitario y aislante", y que piensa que los internados "son un entorno muy cruel en el que crecer, y no pienso que los niños se beneficien de ese tipo de educación. Los niños necesitan a sus padres y el amor que los padres pueden proporcionar". También dijo que no le gustan las películas como Harry Potter por este motivo, porque "tienden a enseñar el lado romántico de esos lugares".

## Filmografía
| Año  | Título                                                         | Papel                            | Notas                        |
| ---- | -------------------------------------------------------------- | -------------------------------- | ---------------------------- |
| 1986 | Egomania – Insel ohne Hoffnung                                 | Sally                            |                              |
| 1986 | Zastrozzi: A Romance                                           | Julia                            |                              |
| 1986 | Caravaggio                                                     | Lena                             |                              |
| 1987 | Aria                                                           | Chica joven                      |                              |
| 1987 | Friendship's Death                                             | Amiga                            |                              |
| 1989 | Play Me Something                                              | Estilista                        |                              |
| 1989 | War Requiem                                                    | Enfermera                        |                              |
| 1990 | The Garden                                                     | Madonna                          |                              |
| 1991 | Eduardo II                                                     | Isabella de Francia              |                              |
| 1991 | The Party: Nature Morte                                        | Queenie                          |                              |
| 1992 | Orlando                                                        | Orlando                          |                              |
| 1992 | Man to Man                                                     | Ella / Max Gericke               |                              |
| 1993 | Blue                                                           | Narradora                        |                              |
| 1993 | Wittgenstein                                                   | Lady Ottoline Morrell            |                              |
| 1996 | Female Perversions                                             | Eve Stephens                     |                              |
| 1997 | Conceiving Ada                                                 | Ada Augusta Byron King           |                              |
| 1998 | Love Is the Devil: Study for a Portrait of Francis Bacon       | Muriel Belcher                   |                              |
| 1998 | The Protagonists                                               | Actriz                           |                              |
| 1999 | The War Zone                                                   | Madre                            |                              |
| 2000 | Possible Worlds                                                | Joyce                            |                              |
| 2000 | La playa                                                       | Sal                              |                              |
| 2001 | Vanilla Sky                                                    | Rebecca Dearborn                 |                              |
| 2001 | The Deep End                                                   | Margaret Hall                    |                              |
| 2002 | Adaptation                                                     | Valerie Thomas                   |                              |
| 2002 | Teknolust                                                      | Rosetta / Ruby / Marinne / Olive |                              |
| 2003 | The Statement                                                  | Anne-Marie Livi                  |                              |
| 2003 | Young Adam                                                     | Ella Gault                       |                              |
| 2005 | Constantine                                                    | Arcángel Gabriel                 |                              |
| 2005 | The Chronicles of Narnia: The Lion, the Witch and the Wardrobe | Jadis, la bruja blanca           |                              |
| 2005 | Broken Flowers                                                 | Penny                            |                              |
| 2005 | Thumbsucker                                                    | Audrey Cobb                      |                              |
| 2006 | Stephanie Daley                                                | Lydie Crane                      |                              |
| 2007 | The Man from London                                            | Camélia                          |                              |
| 2007 | Sleepwalkers                                                   | La violinista                    | Cortometraje                 |
| 2007 | Strange Culture                                                | Camelia                          | Película documental          |
| 2007 | Michael Clayton                                                | Karen Crowder                    |                              |
| 2008 | Julia                                                          | Julia                            |                              |
| 2008 | The Chronicles of Narnia: Prince Caspian                       | Jadis, la bruja blanca           | Cameo                        |
| 2008 | Burn After Reading                                             | Katie Cox                        |                              |
| 2008 | The Curious Case of Benjamin Button                            | Elizabeth Abbott                 |                              |
| 2009 | The Limits of Control                                          | Rubia                            |                              |
| 2009 | Io sono l'amore                                                | Emma Recchi                      | También productora           |
| 2010 | The Chronicles of Narnia: The Voyage of the Dawn Treader       | Jadis, la bruja blanca           |                              |
| 2011 | We Need to Talk About Kevin                                    | Eva Khatchadourian               | También productora ejecutiva |
| 2012 | Moonrise Kingdom                                               | Funcionaria social               |                              |
| 2013 | Snowpiercer                                                    | Ministra Mason                   |                              |
| 2013 | Only Lovers Left Alive                                         | Eve                              |                              |
| 2013 | The Zero Theorem                                               | Doctora Shrink-Rom               |                              |
| 2014 | The Grand Budapest Hotel                                       | Madame D.                        |                              |
| 2015 | Trainwreck                                                     | Dianna                           |                              |
| 2015 | A Bigger Splash                                                | Madeline Lane                    |                              |
| 2016 | Hail, Caesar!                                                  | Thora Thacker / Thessaly Thacker |                              |
| 2016 | Doctor Strange                                                 | Ancestral                        |                              |
| 2017 | Okja                                                           | Lucy Mirando / Nancy Mirando     |                              |
| 2017 | War Machine                                                    | Política alemana                 |                              |
| 2018 | Isle of Dogs                                                   | Oracle                           | Voz                          |
| 2018 | Suspiria                                                       | Madame Veva Blanc                |                              |
| 2019 | Avengers: Endgame                                              | Ancestral                        |                              |
| 2019 | The Dead Don't Die                                             | Zelda Winston                    |                              |
| 2019 | The Souvenir                                                   | Rosalind                         |                              |
| 2019 | The Personal History of David Copperfield                      | Betsey Trotwood                  |                              |
| 2020 | The Human Voice                                                | Mujer                            | Cortometraje                 |
| 2021 | The French Dispatch                                            | J.K.L. Berensen                  |                              |
| 2021 | Memoria                                                        | Jessica Holland                  |                              |
| 2021 | The Souvenir Part II                                           | Rosalind                         |                              |
| 2022 | Three Thousand Years of Longing                                | Alithea Binnie                   |                              |
| 2022 | Guillermo del Toro's Pinocchio                                 | Hada                             | Voz                          |
| 2022 | The Eternal Daughter                                           | Julie / Rosalind Hart            |                              |
| 2023 | Asteroid City                                                  | Dra. Hickenlooper                |                              |
| 2023 | The Killer                                                     | The Expert                       |                              |
| 2023 | Problemista                                                    | Elizabeth                        |                              |
| 2024 | The End                                                        | Madre                            | También productora           |
| 2024 | La habitación de al lado                                       | Martha Hunt                      |                              |

### Televisión
| Año  | Título                     | Papel           | Notas                 |
| ---- | -------------------------- | --------------- | --------------------- |
| 1990 | Your Cheatin' Heart        | Cissie Crouch   | 6 episodios           |
| 1994 | Visions of Heaven and Hell | Narradora (voz) | Documental televisivo |
| 2006 | Galápagos                  | Narradora       | Documental televisivo |

## Premios y nominaciones
Premios Óscar
| Año  | Categoría               | Película        | Resultado |
| ---- | ----------------------- | --------------- | --------- |
| 2008 | Mejor actriz de reparto | Michael Clayton | Ganadora  |

Premios BAFTA
| Año  | Categoría               | Película                    | Resultado |
| ---- | ----------------------- | --------------------------- | --------- |
| 2012 | Mejor actriz            | We Need to Talk About Kevin | Nominada  |
| 2009 | Mejor actriz de reparto | Burn After Reading          | Nominada  |
| 2008 | Mejor actriz de reparto | Michael Clayton             | Ganadora  |

Premios Sant Jordi
| Año  | Categoría                           | Película                          | Resultado |
| ---- | ----------------------------------- | --------------------------------- | --------- |
| 2022 | Mejor actriz en película extranjera | Memoria Tres mil años esperándote | Ganadora  |

Premios Globo de Oro
| Año  | Categoría               | Película                    | Resultado |
| ---- | ----------------------- | --------------------------- | --------- |
| 2012 | Mejor actriz - Drama    | We Need to Talk About Kevin | Nominada  |
| 2008 | Mejor actriz de reparto | Michael Clayton             | Nominada  |
| 2002 | Mejor actriz - Drama    | The Deep End                | Nominada  |

Premios del Sindicato de Actores (SAG)
| Año  | Categoría                 | Película                           | Resultado |
| ---- | ------------------------- | ---------------------------------- | --------- |
| 2015 | Mejor reparto             | The Grand Budapest Hotel           | Nominada  |
| 2012 | Mejor actriz protagonista | We Need to Talk About Kevin        | Nominada  |
| 2009 | Mejor reparto             | El curioso caso de Benjamin Button | Nominada  |
| 2008 | Mejor actriz de reparto   | Michael Clayton                    | Nominada  |
| 2003 | Mejor reparto             | Adaptation                         | Nominada  |

Festival Internacional de Cine de Venecia
| Año  | Categoría                    | Película   | Resultado |
| ---- | ---------------------------- | ---------- | --------- |
| 1991 | Copa Volpi a la mejor actriz | Eduardo II | Ganadora  |